# Lapanouse

Lapanouse este o comună în departamentul Aveyron din sudul Franței. În 1 ianuarie 2018 avea o populație de 757 de locuitori.